# بولات اوکودژاوا
بولات اوکودژاوا (روسی: Була́т Ша́лвович Окуджа́ва؛ ۹ مه ۱۹۲۴ – ۱۲ ژوئن ۱۹۹۷) موسیقی‌دان، شاعر، رمان‌نویس، نویسنده داستان کوتاه گرجی‌-ارمنی تبار اهل اتحاد شوروی و روسیه بود.

## زندگی شخصی
بولات از پدری گرجی و مادری ارمنی در تفلیس به دنیا آمد.

## جوایز
وی برندهٔ جوایزی همچون جایزه دولتی اتحاد شوروی، مدال دفاع از قفقاز، و نشان جنگ میهنی شده‌است.